# An der Trift (Hannover)
An der Trift lautet der Name einer Straße, die 1952 in Hannover, Stadtteil Kirchrode angelegt wurde. Sie führt von der Ostfeldstraße zum Wiesenweg und dort über das Gelände einer ehemaligen Trift speziell für Schafe. Der Verkehrsweg wurde laut dem Adressbuch der Stadt Hannover von 1953 nach der „im Volksmund bekannten Bezeichnung“ benannt.
Die Straße „in unmittelbarer Nachbarschaft zum Tiergarten“ bietet neben Einblicken in einen „schönen alten Obstgarten“ auch einige herausragende Gebäude vor, darunter
- das 1954 mit dem Laves-Preis ausgezeichnete Einfamilienhaus An der Trift 7,[3]
- das 1951 bis 1952 von Ernst Zinsser für Otto Reuleaux errichtete „Wohnhaus Dr. Reuleaux“ An der Trift 9.[2]